# Referendum w Bułgarii w 2013 roku
Referendum w Bułgarii odbyło się 27 stycznia 2013 roku. Bułgarzy opowiedzieli się za rozwojem energetyki jądrowej w swoim kraju. Frekwencja w referendum wyniosła 20,22%, z tego powodu referendum nie jest wiążące.
Referendum zostało zainicjowane przez Bułgarską Partię Socjalistyczną i było pierwszym plebiscytem  po upadku komunizmu i zmianach demokratycznych. Wcześniej opozycyjna BSP zebrała ponad pół miliona podpisów pod pytaniem: "Czy aprobujesz rozwój energetyki jądrowej w Bułgarii poprzez budowę nowej elektrowni jądrowej w Belene?". Była to reakcja na decyzję centroprawicowego rządu Bojka Borisowa z marca ubiegłego roku o rezygnacji z budowy nowej elektrowni w Belene nad Dunajem z powodu zbyt wysokich kosztów. Rząd zdecydował wówczas o rozbudowie istniejącej siłowni w Kozłoduju. Tymczasem parlament zmienił proponowane pytanie, skreślając słowa w Belene. Według niektórych interpretacji odpowiedź „tak” może więc oznaczać także ewentualną rozbudowę elektrowni w Kozłoduju.

## Wyniki
Obywatele Bułgarii odpowiadali w referendum na pytanie: Czy aprobujesz rozwój energetyki jądrowej w Bułgarii poprzez budowę nowej elektrowni atomowej?
| Głosowanie                | Głosy     | %      |
| ------------------------- | --------- | ------ |
| Tak                       | 851 757   | 61,49% |
| Nie                       | 533 526   | 38,51% |
| Głos nieważny             | 20 180    |        |
| Razem (frekwencja 20,22%) | 1 405 463 | 100%   |

W wyniku zbyt niskiej frekwencji referendum nie jest wiążące. Komentatorzy niską frekwencję tłumaczą upolitycznieniem całej sprawy. Dodatkowo wyniki referendum różnie odbierane są przez władzę i opozycję. Strona rządowa mówi o nietrafiających do społeczeństwa apelach lewicy (będącej za elektrownia w Belene), z kolei opozycja odbiera opowiedzenie się Bułgarów za powstaniem nowej elektrowni jako sprzeciw dla rządzącej centroprawicowej partii Obywatele na rzecz Europejskiego Rozwoju Bułgarii. Po ogłoszeniu wyników referendum sprawa budowy elektrowni w Belene ponownie trafi przed bułgarski parlament.